# Maurice Chavardès
Pour les articles homonymes, voir Nicet.
Maurice Chavardès, né à Narbonne, dans l'Aude, le 8 octobre 1918 et mort à Sète, dans l'Hérault, le 5 octobre 2005, est un journaliste et écrivain français, auteur de roman policier et d'ouvrages de littérature d'enfance et de jeunesse. Il écrivait aussi sous le pseudonyme de Max Nicet.

## Biographie
Sous son patronyme, il signe des chroniques littéraires dans Témoignage chrétien, un journal catholique de gauche fondé en 1941 pendant l’Occupation allemande par la Résistance.  Il a également collaboré à d'autres publications littéraires et intellectuelles.  En 1947, il épouse la romancière Marilène Clément.
Il a été professeur de lettres jusqu'en 1962. 
Il amorce sa carrière littéraire en adoptant le pseudonyme de Max Nicet pour publier en 1946 une vie de Jésus et, au début des années 1950, deux courts romans policiers destinés aux adolescents : Quand sonne minuit (1950) et Le Mystère de la tour (1952).  Peu après, il commence à faire paraître sous son patronyme des romans littéraires et des ouvrages d'histoire, parfois en collaboration avec son épouse. Dans les années 1970, il donne une étude sur Michel de Montaigne et la trilogie romanesques Les Impatients (1971-1977) et reprend son pseudonyme pour le roman d'aventures La Cité des Guaranis dans la collection Plein Vent et pour deux romans policiers au Masque, dont Requiem pour une rose, lauréat du prix du roman d'aventures 1973. Il reviendra une dernière fois à la littérature policière avec Le Frelon (1990), un roman noir signé Maurice Chavardès. Dans les années 1980, il continue d'employer le pseudonyme Max Nicet pour des textes destinés à la Bibliothèque rose, mais publie sous son nom du théâtre. C'est également sous son nom qu'il collabore entre 1977 et 1995 à plusieurs ouvrages d'entretiens, propos et confidences d'écrivains reconnus : Henri Troyat, Bernard Clavel, Gilbert Cesbron, Christiane Rochefort, Henri Queffélec ou Flora Groult.
En 1973-1974, il se joint dans Témoignage Chrétien à la campagne du PCF contre Alexandre Soljenitsyne lors de la parution aux Éditions du Seuil de L'Archipel du Goulag (entre autres  T. C., 06/09/1973 et T.C. 07/02/1974).

## Œuvre

### Littérature d'enfance et de jeunesse
- Quand sonne minuit, Toulouse, Éditions du Clocher, 1950
- Le Mystère de la tour, Paris, Gautier-Languereau, coll. Jean-François, 1952
- La Cité des Guaranis, Paris, Robert Laffont, coll. Plein vent no 71, 1970
- Les Brebis du diable, Paris, Hachette, Bibliothèque rose, 1980 ; réédition, Bagneux, Le Livre de Paris, coll. Mickey club juniors, 1984
- L'Abricot de mai, Paris, Hachette, Bibliothèque rose, 1981

### Romans

#### Signés Maurice Chavardès
- Le Rendez-vous de l'aube, Paris, Calmann-Lévy, 1953
- L'Accomplissement, Paris, Calmann-Lévy, 1964
- La Réparation (Les Impatients - tome 1), Paris, Albin Michel, 1971
- L'Attente (Les Impatients - tome 2), Paris, Albin Michel, 1973
- Le Partage (Les Impatients - tome 3), Paris, Albin Michel, 1977

#### Signés Maurice et Marilène Chavardès
- Henri, Paris, Pierre Horay, 1959
- Monique, Paris, Pierre Horay, 1959
- Jeanne, Paris, Pierre Horay, 1959

### Romans policiers

#### Signés Max Nicet
- Une paroisse bien tranquille, Paris, Librairie des Champs-Élysées, Le Masque no 1236, 1972
- Requiem pour une rose, Paris, Librairie des Champs-Élysées, Le Masque no 1276, 1973

#### Signé Maurice Chavardès
- Le Frelon, Arles, Actes Sud, coll. Polar Sud, 1990

### Poésie signée Maurice Chavardès
- Poème de Barbarie, Alès, Les Bibliophiles alésiens, 1945

### Théâtre signé Maurice Chavardès
- L'Autodafé, (pièce radiophonique), France-Culture, émission de Lily Siou, 1968
- Le Brasier de Montségur[3], Arles, Actes Sud (Théâtre), 1980

### Autres publications

#### Signée Max Nicet
- Le Fils de l'homme, une vie de Jésus, Aurillac, Pierre Clairac, 1946

#### Signées Maurice Chavardès
- Les Écrivains dans le siècle, Paris, P. Téqui, 1955
- La Chute de Constantinople : 29 mai 1453, Paris, Robert Laffont, 1963 (en collaboration avec Marilène Clément)
- Un ministre éducateur, Paris, Institut pédagogique nationale, 1965
- Les Grands Maîtres de l'éducation, Paris, Éditions du Sud et Albin Michel, 1966
- Le 6 février 1934 : la République en danger, Paris, Calmann-Lévy, coll. L'Heure H, 1966
- Été 1936 : la Victoire du Front populaire, Paris, Calmann-Lévy, coll. L'Heure H, 1966
- Histoire de la librairie, Paris, P. Waleffe, 1967
- Histoire de l'Espagne, Paris, P. Waleffe, 1967
- Une campagne de presse: la droite française et le 6 février 1934, Paris, Flammarion, coll. Questions d'histoire no 19, 1970
- Michel de Montaigne, Paris, Éditions Pierre Charron, 1972

### Entretiens avec des écrivains
- Bernard Clavel, Écrit sur la neige, propos recueillis par Maurice Chavardès, Paris, Stock, coll. Les Grands Auteurs, 1977
- Gilbert Cesbron, Ce qu'on appelle vivre, propos recueillis par Maurice Chavardès, Paris, Stock, coll. Les Grands Auteurs, 1977
- Henri Queffélec, Un Breton bien tranquille, propos recueillis par Maurice Chavardès, Paris, Stock, coll. Les Grands Auteurs, 1978
- Christiane Rochefort, Ma vie revue et corrigée par l'auteur, à partir d'entretiens avec Maurice Chavardès, Paris, Stock, coll. Les Grands Auteurs, 1978
- Henri Troyat, Un si long chemin, conversations avec Maurice Chavardès, Paris, J'ai lu, coll. D no 103, 1978 ; réédition, Paris, J'ai lu no 2457, 1988 ; réédition revue et augmentée, Paris, J'ai lu no 2457, 1996
- Gaston Bonheur, L'Ardoise et la Craie, entretiens avec Maurice Chavardès, Paris, La Table ronde, coll. Profils, 1980
- Jean Carrière, Le Nez dans l'herbe, interventions de Maurice Chavardès, Paris, La Table ronde, coll. Profils, 1981
- René-Victor Pilhes, Les Plaies et les Bosses, entretiens avec Maurice Chavardès, Paris, La Table ronde, coll. Profils, 1981
- Flora Groult, Le Paysage intérieur, interventions de Maurice Chavardès, Paris, La Table ronde, coll. Profils, 1982
- Henri Queffélec, Mon beau navire, ô ma mémoire, avec la collaboration de Maurice Chavardès, Étrepilly, C. de Bartillat, coll. Terres, 1992
- Georges Hourdin, Le Bonheur, avec la collaboration de Maurice Chavardès, Étrepilly, C. de Bartillat, coll. De l'esprit, 1993
- Jean Anglade, Confidences auvergnates, avec la collaboration de Maurice Chavardès, Étrepilly, C. de Bartillat, coll. Terres, 1993
- Claude Michelet, Cette terre qui m'entoure, entretien avec Maurice Chavardès, Paris, Robert Laffont et [Étrepilly], C. de Bartillat, coll. Terres, 1995
- Michel Ragon, Ma Vendée, entretiens avec Maurice Chavardès, Étrepilly, C. de Bartillat, coll. Terres, 1994
- Albert Memmi, Le Juif et l'Autre, en collaboration avec Maurice Chavardès et Françoise Kasbi, Étrepilly, C. de Bartillat, 1995

## Prix et récompenses
- Prix du roman d'aventures 1973 décerné à Requiem pour une rose